# Glenn Carter
Glenn Carter (Staffordshire, 27 de março de 1964) é um cantor e ator britânico nascido na Inglaterra.
Ator de teatro consagrado em seu país natal, ficou mais conhecido em outros países por Jesus Christ Superstar (2000).